# NGC 3628
NGC 3628 ist eine aktive Spiralgalaxie mit ausgedehnten Sternentstehungsgebieten vom Hubble-Typ Sc im Sternbild Löwe auf der Ekliptik. Sie hat eine scheinbare visuelle Helligkeit von 9,5 mag. Die Galaxie ist schätzungsweise 34 Millionen Lichtjahre von der Milchstraße entfernt und hat einen Durchmesser von etwa 145.000 Lichtjahren. Bei dem Objekt handelt es sich um eine sogenannte Edge-On-Galaxie, d. h. wir sehen sie genau in Kantenstellung. Die Spiralarme erscheinen hier nur als dunkle staubhaltige Wolken, beleuchtet vom hellen Zentrum der Galaxie.
Das Objekt wurde am 8. April 1784 von dem deutsch-britischen Astronomen Wilhelm Herschel entdeckt.
Zusammen mit Messier 66 und Messier 65 bildet diese Galaxie das Leo-Triplett auch als Arp 317 oder Holm 246 bekannt, den Kern der M66-Galaxiengruppe. Halton Arp gliederte seinen Katalog ungewöhnlicher Galaxien nach rein morphologischen Kriterien in Gruppen. Dieses Galaxientriplett gehört zu der Klasse Gruppen von Galaxien. Auf länger belichteten Aufnahmen ist ein Gezeitenschweif zu sehen, der von der Galaxie ausgeht. Wahrscheinlich entstand er durch die Wechselwirkungen mit den Gravitationsfeldern der beiden Nachbargalaxien M 65 und M 66. Aufnahmen des Very Large Telescope aus dem Jahr 2010 zeigten zudem eine nahegelegene diffuse Satellitengalaxie und in dem Gezeitenschweif wurde im Jahr 2014 die Ultra Compact Dwarf Galaxy NGC 3628-UCD1 entdeckt.

Das Leo-Triplett, aufgenommen mit dem VLT Survey Telescope
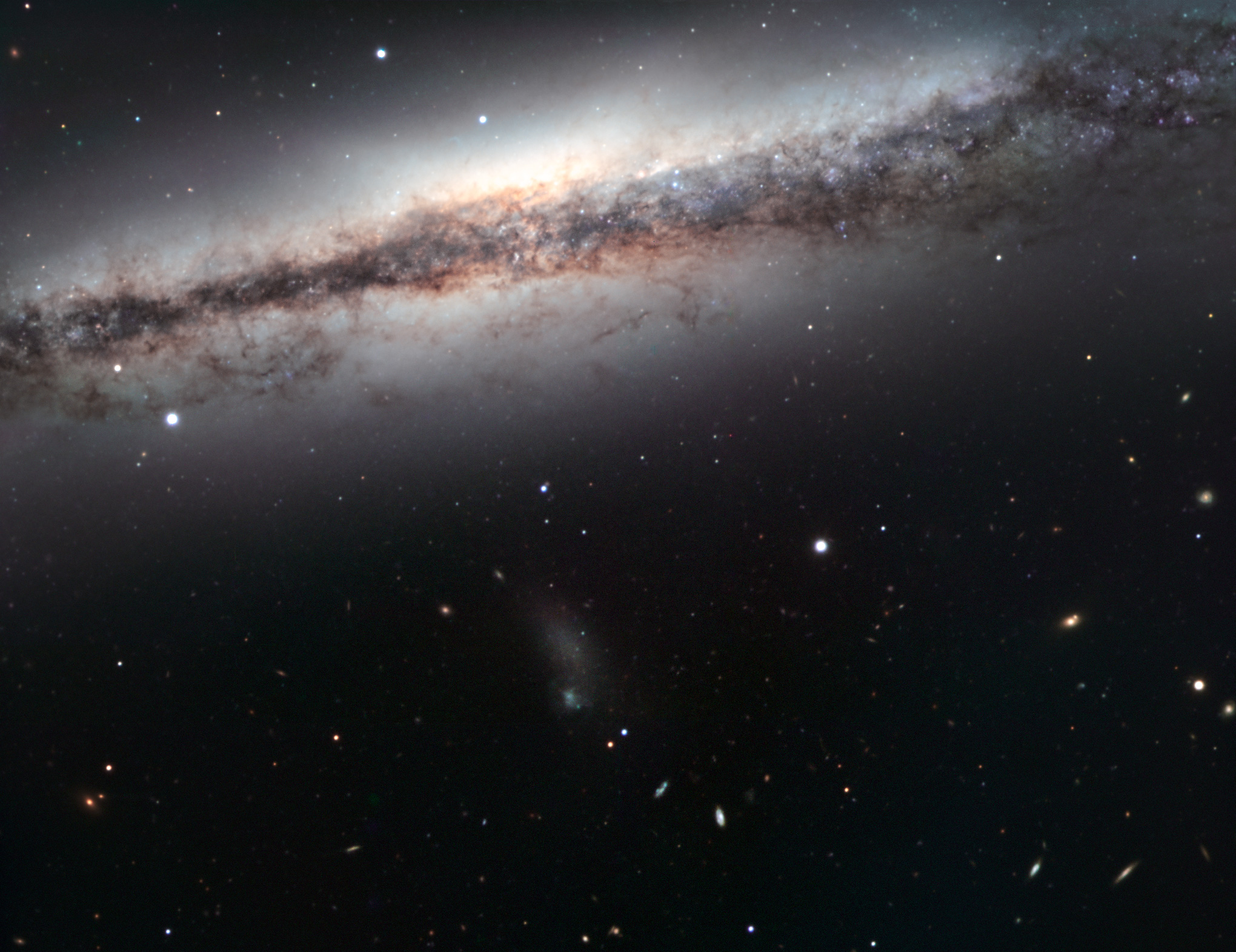
Aufnahme mithilfe des Very Large Telescope. Unterhalb der Bildmitte ist eine diffuse Satellitengalaxie als bläuliche Wolke zu erkennen.
Umrahmt ist der Gezeitenschweif und die darin enthaltene Ultra Compact Dwarf Galaxy NGC 3628-UCD1; auch die diffuse Satellitengalaxie ist erkennbar.